# Mirka Francia
Mirka Francia Vasconcelos (* 14. Februar 1975 in Santa Clara) ist eine kubanisch-italienische Volleyballspielerin.

## Karriere
Francia gewann mit der Kubanischen Nationalmannschaft 1996 und 2000 die Goldmedaille bei den Olympischen Spielen. Hinzu kommen zweimal Gold bei den Weltmeisterschaften 1994 und 1998 sowie Siege beim World Grand Prix und beim Weltpokal.
Von 1998 bis 2008 spielte Francia in Italien, zunächst bei Romanelli Florenz und seit 1999 bei Pallavolo Sirio Perugia, mit dem sie je dreimal italienische Meisterin und Pokalsiegerin wurde sowie alle europäischen Vereinswettbewerbe (Champions League, Pokal der Pokalsieger und CEV-Pokal) gewann. Von 2008 bis 2012 war Francia bei Eczacıbaşı Istanbul aktiv, wo sie dreimal den türkischen Pokal und 2012 auch die türkische Meisterschaft gewann.
Francia wurde mehrfach als „Beste Blockspielerin“, „Beste Angreiferin“ bzw. „Beste Punktesammlerin“ ausgezeichnet. 2019 wurde sie in die „Volleyball Hall of Fame“ aufgenommen.

## Privates
Francia lebt seit 2000 in Italien. Sie hat seit 2001 einen Sohn und besitzt seit 2004  auch die italienische Staatsbürgerschaft.